# Palombaro
Palombaro est une commune de la province de Chieti dans la région Abruzzes en Italie.

## Administration
| Période                                  | Période  | Identité       | Étiquette | Qualité |
| ---------------------------------------- | -------- | -------------- | --------- | ------- |
| 14 juin 2004                             | En cours | Giuseppe Pizzi |           |         |
| Les données manquantes sont à compléter. |          |                |           |         |

### Hameaux
Limiti, Tornelli

### Communes limitrophes
Casoli, Civitella Messer Raimondo, Fara San Martino, Guardiagrele, Pennapiedimonte